# Myrmecoclytus affinis
Myrmecoclytus affinis là một loài bọ cánh cứng trong họ Cerambycidae.